# Vauchamps (Marne)
Vauchamps é uma comuna francesa na região administrativa de Grande Leste, no departamento de Marne. Estende-se por uma área de 12,88 km². Em 2010 a comuna tinha 373 habitantes (densidade: 29 hab./km²).